# Chinaski (album)
Chinaski je první studiové album české skupiny Chinaski z roku 1995, vydané společností B&M Music. Jde o první album po přejmenování kapely Starý hadry na Chinaski, tudíž o debutové.

## Seznam skladeb
| Pořadí | Název               | Délka |
| ------ | ------------------- | ----- |
| 1.     | Pojď si lehnout     | 3:47  |
| 2.     | Počkej aspoň chvíli | 2:31  |
| 3.     | Jakoby nic          | 3:16  |
| 4.     | Moc toho nevím      | 4:30  |
| 5.     | Mám tě rád          | 4:23  |
| 6.     | Podléhám            | 4:30  |
| 7.     | Veverka             | 4:23  |
| 8.     | Zuby umělý          | 3:13  |
| 9.     | Punčocháče          | 3:13  |
| 10.    | Vo co de            | 3:39  |
| 11.    | Můžeš mi psát       | 4:02  |

Producenty byli Radim Hladík a Bohumil Zatloukal.